# 雲斑斯氏脂䲁
雲斑斯氏脂䲁（學名：Starksia ocellata），為輻鰭魚綱䲁形目脂䲁科斯氏脂䲁屬的一個種，分布於西大西洋美國北卡羅萊納州至佛羅里達州海域，深度2至20公尺，本魚體長，扁平，頭尖，眼、鼻孔和頸背觸鬚不分支且細小，背鰭硬棘與軟條之間有一缺刻，雄魚第一臀棘長，與鰭的其餘部分分離，變性為性器官，側線連續，前段拱起，後段直，側線鱗片17枚，體表均勻至有3排不明顯的深色斑點，頭部和鰓蓋的兩側有小的深色輪廓黃色到橙色斑點，胸鰭基部有數個深色環狀橙色斑點，背鰭硬棘20-21枚、背鰭軟條7-9枚、臀鰭硬棘2枚、臀鰭軟條16-18枚，體長可達6公分，棲息在珊瑚礁、岩礁區，生活習性不明，可做為觀賞魚。